# تادئوس هاکوبیان
تادئوس هاکوبیان (ارمنی: Թադևոս Հակոբյան زاده ۱۵ ژوئن ۱۹۱۷ - درگذشته ۱۵ اکتبر ۱۹۸۹) یک تاریخ‌نگار و جغرافی‌دان اهل ارمنستان بود.

## زندگی‌نامه
هاکوبیان در روستای لرنادزور، استان سیونیک در جنوب ارمنستان به دنیا آمد. در سال ۱۹۴۰ وی از دانشکده جغرافیا-زمین‌شناسی دانشگاه دولتی ایروان (YSU) فارغ‌التحصیل شد. بین سال‌های ۵۷–۱۹۵۵ و ۶۵–۱۹۶۳ وی رئیس دانشکده جغرافیا دانشگاه دولتی ایروان بود. بعد از آن به بین سال‌های ۱۹۶۲ و ۱۹۸۶ وی به عنوان رئیس دپارتمان خدمت نمود. بیشتر آثارش بر روی جغرافی تاریخی ارمنستان تمرکز کرده‌اند. وی همچنین چندین کتاب درسی نیز تألیف نموده است.

## کتابشناسی
- Սյունիքի թագավորությունը: Պատմա-աշխարհագրական առումով [The Syunik Kingdom in Historical-Geographical Context] (به ارمنی). ایروان: میتک. 1966.
- Հայաստանի պատմական աշխարհագրություն [Historical Geography of Armenia] (به ارمنی). ایروان: Mitk'. 1968. Archived from the original on 25 December 2016. Retrieved 21 January 2017.
- Очерк истории Еревана [Outline of the History of Yerevan] (به روسی). ایروان: انتشارات دانشگاه ایروان. 1977.
- Հայ ժողովրդի պատմության հիշարժան վայրերը [Memorable locations of the history of the Armenian people] (به ارمنی). ایروان: لوئیس. 1978.
- Անիի պատմություն [History of Ani] (به ارمنی). ایروان: انتشارات دانشگاه ایروان. 1980.
- Ани - столица средневековой Армении. История и судьба городища [Ani: The capital of medieval Armenia. The history and destiny of the settlement] (به روسی). ایروان: انتشارات دانشگاه ایروان. 1985.
- Պատմական Հայաստանի քաղաքները [Cities of historic Armenia] (به ارمنی). ایروان: Hayastan. 1987.
- Անի մայրաքաղաք [Ani the capital] (به ارمنی). ایروان: انتشارات دانشگاه ایروان. 1988.